# Convento di Santa Maria delle Grazie (Montechiarugolo)
Il convento di Santa Maria delle Grazie è un ex monastero salesiano rinascimentale, con annesso santuario neoclassico intitolato a santa Maria Ausiliatrice, situato in via Parma 4 a Montechiarugolo, in provincia e diocesi di Parma; dipende dalla parrocchiale di San Quintino di Montechiarugolo e fa parte della zona pastorale della Pedemontana.

## Storia
Nel 1489 il conte di Montechiarugolo Marsilio Torelli, ormai morente, nel suo testamento impose al figlio Francesco la costruzione di un convento all'esterno delle mura del borgo. Il progetto fu forse affidato agli architetti Bernardino e Gianfrancesco Zaccagni e i lavori furono avviati nel 1515, ma, a causa di una serie di difficoltà, furono interrotti; Francesco, prima di morire nel 1518, lasciò scritto nelle sue ultime volontà di portare a compimento l'opera, incaricandone il figlio minorenne Paolo, che pose sotto la tutela della propria moglie Damigella Trivulzio. Nel 1519, grazie alla sollecitudine della vedova, l'edificio fu reso abitabile e la chiesa fu intitolata a san Nicola da Tolentino; la nobildonna, dopo averne ottenuto il consenso da parte del papa Leone X, affidò la struttura ai francescani, che ne presero possesso l'anno seguente, ma due anni dopo se ne allontanarono, in quanto ancora incompleta. La Contessa si assunse quindi l'impegno di terminare i lavori, che proseguirono fino al 1523, quando la chiesa fu riconsacrata a santa Maria delle Grazie.
Nel 1530 Damigella donò ai frati anche l'oratorio del Romito, edificato nei pressi del guado sul torrente Enza nel XII secolo dai monaci dell'abbazia di Santa Felicola.
Nei primi anni del XVIII secolo il convento fu ristrutturato, insieme al chiostro.
Nella chiesa conventuale fu sepolto Andrea Rivasi, morto il 4 ottobre 1796 nella battaglia di Montechiarugolo e considerato il primo caduto risorgimentale dagli storici che individuano l'inizio del movimento finalizzato all'unità nazionale italiana nella prima campagna napoleonica.
I francescani furono costretti ad abbandonare il convento e l'oratorio nel 1811, a causa dei decreti napoleonici relativi alla soppressione degli ordini religiosi; mentre il piccolo luogo di culto fu alienato a Egidio Rossini, il monastero fu adibito inizialmente a caserma militare e successivamente a fabbrica di polvere da sparo; dopo alcuni anni la chiesa annessa fu abbattuta. Dopo l'Unità d'Italia, nel 1870 il Demanio mise all'asta la struttura, che fu acquistata dapprima dalla famiglia Giovanardi, poi dalla famiglia Bocchi e infine dai conti Politi; nel 1914 l'ultima erede Marianna Politi vedova Zambeccari la assegnò nel testamento alla Società Salesiana di San Giovanni Bosco, che ne prese possesso nel 1919; dopo alcuni lavori di sistemazione del monastero e la ricostruzione della chiesa in stile neoclassico, i religiosi vi aprirono nel 1922 la "Scuola pratica di agricoltura" intitolata a Stanislao Solari, succursale dell'istituto San Benedetto di Parma.
Tra il 1933 e il 1947, durante la direzione di don Giuseppe Lazzero, il complesso fu notevolmente modificato e ampliato, per adeguarlo alle esigenze del sempre crescente numero di iscritti.
Il 24 maggio 1962 la chiesa, nel frattempo decorata internamente, fu elevata a santuario diocesano dedicato a santa Maria Ausiliatrice, per decreto del vescovo Evasio Colli.
Nel 1964, in seguito alla soppressione degli istituti di avviamento agrario, il convento divenne sede di una scuola media gestita dai salesiani, che fu in seguito intitolata a don Giuseppe Lazzero; dopo il 1994 il numero di iscritti calò drasticamente, tanto da indurre i religiosi a chiudere l'istituto nel 2002 e ad abbandonare il complesso; la struttura fu acquistata da una società immobiliare costituita da un gruppo di ex allievi, che riaprì la scuola affidandone la gestione alla "Cooperativa Scuola don Lazzero".
Ciò nonostante, dopo pochissimi anni, a causa degli ingenti debiti l'istituto fu costretto a chiudere definitivamente i battenti e la società fu dichiarata fallita dal tribunale nel 2014.

## Descrizione
Il complesso si sviluppa a lato della strada provinciale, articolandosi attorno a un chiostro centrale; sul fianco orientale si allunga la chiesa, con facciata a nord su via Parma.

### Santuario di Santa Maria Ausiliatrice

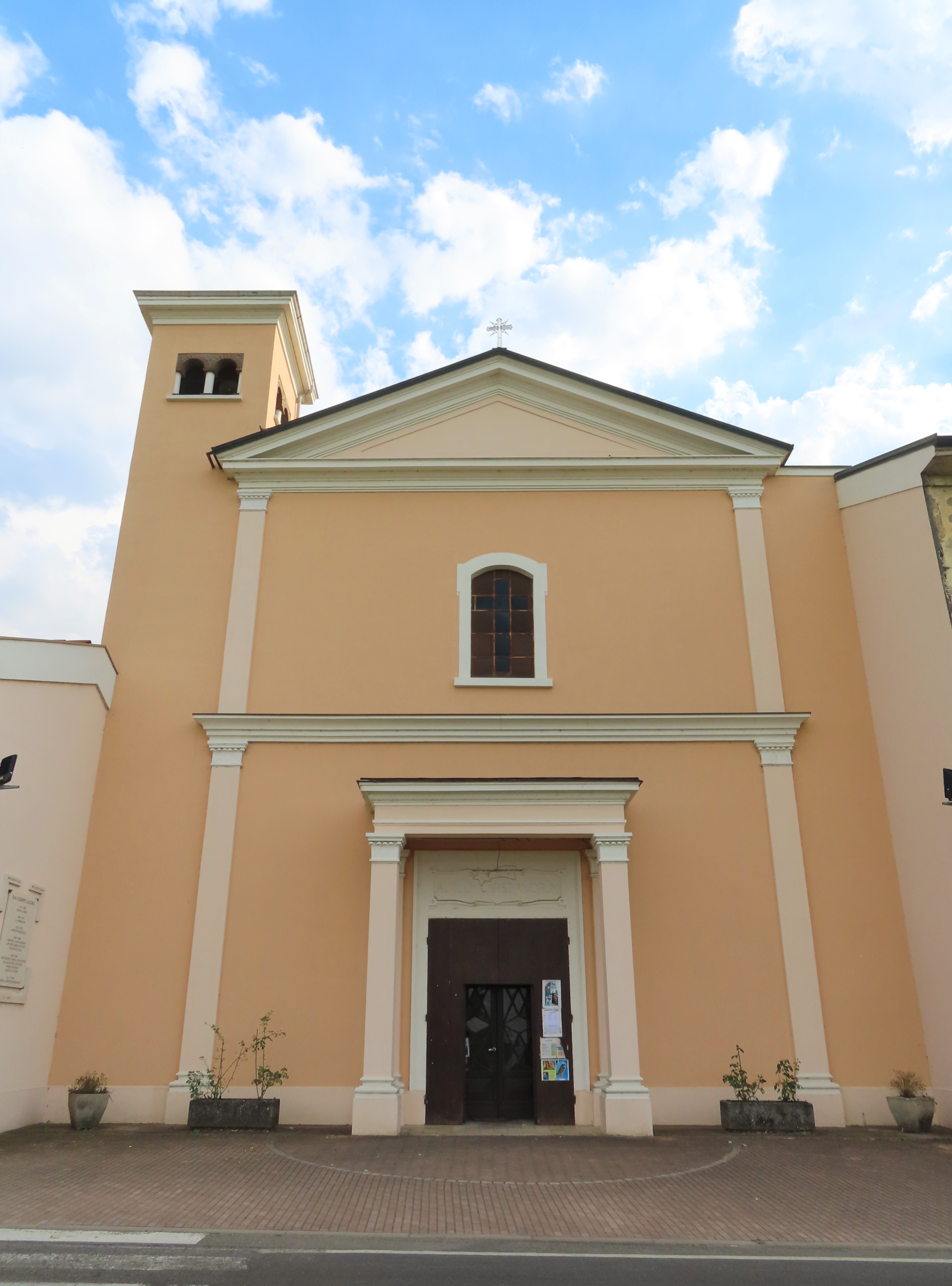
Facciata del santuario

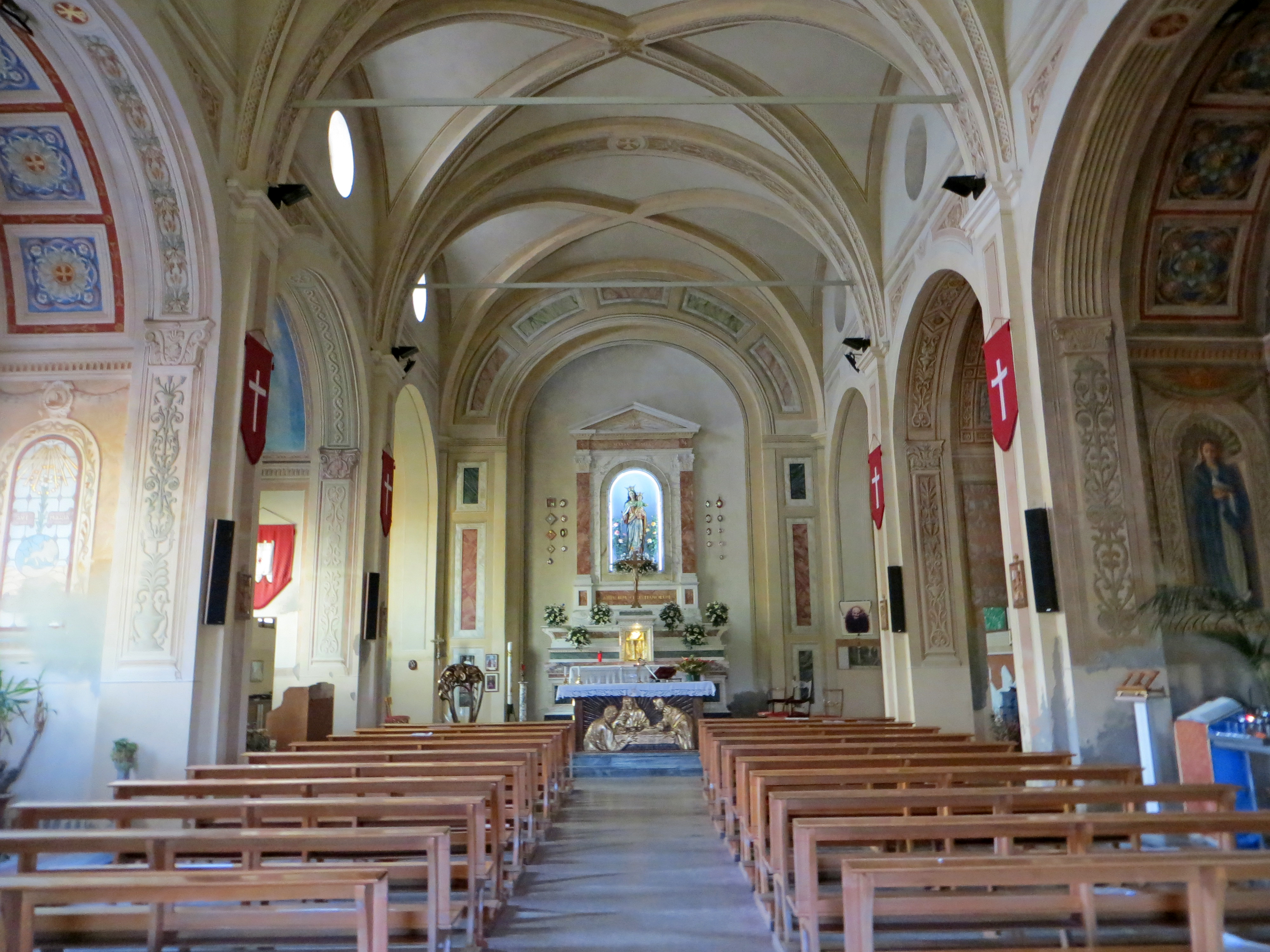
Navata del santuario

La chiesa si sviluppa su un impianto a navata unica, affiancata da cappelle laterali.
La simmetrica facciata a salienti, interamente intonacata, è scandita orizzontalmente in due parti da una fascia marcapiano ed è delimitata da un doppio ordine di lesene doriche; al centro è collocato l'ampio portale d'ingresso delimitato da cornice, protetto da un piccolo protiro a copertura piana sostenuto da due pilastri, coronati da capitelli a foglie; più in alto si apre una finestra ad arco ribassato incorniciata, mentre a coronamento si staglia il frontone triangolare. Sulla sinistra si innalza l'esile campanile, con cella campanaria affacciata sui quattro lati attraverso piccole bifore ad arco a tutto sesto.

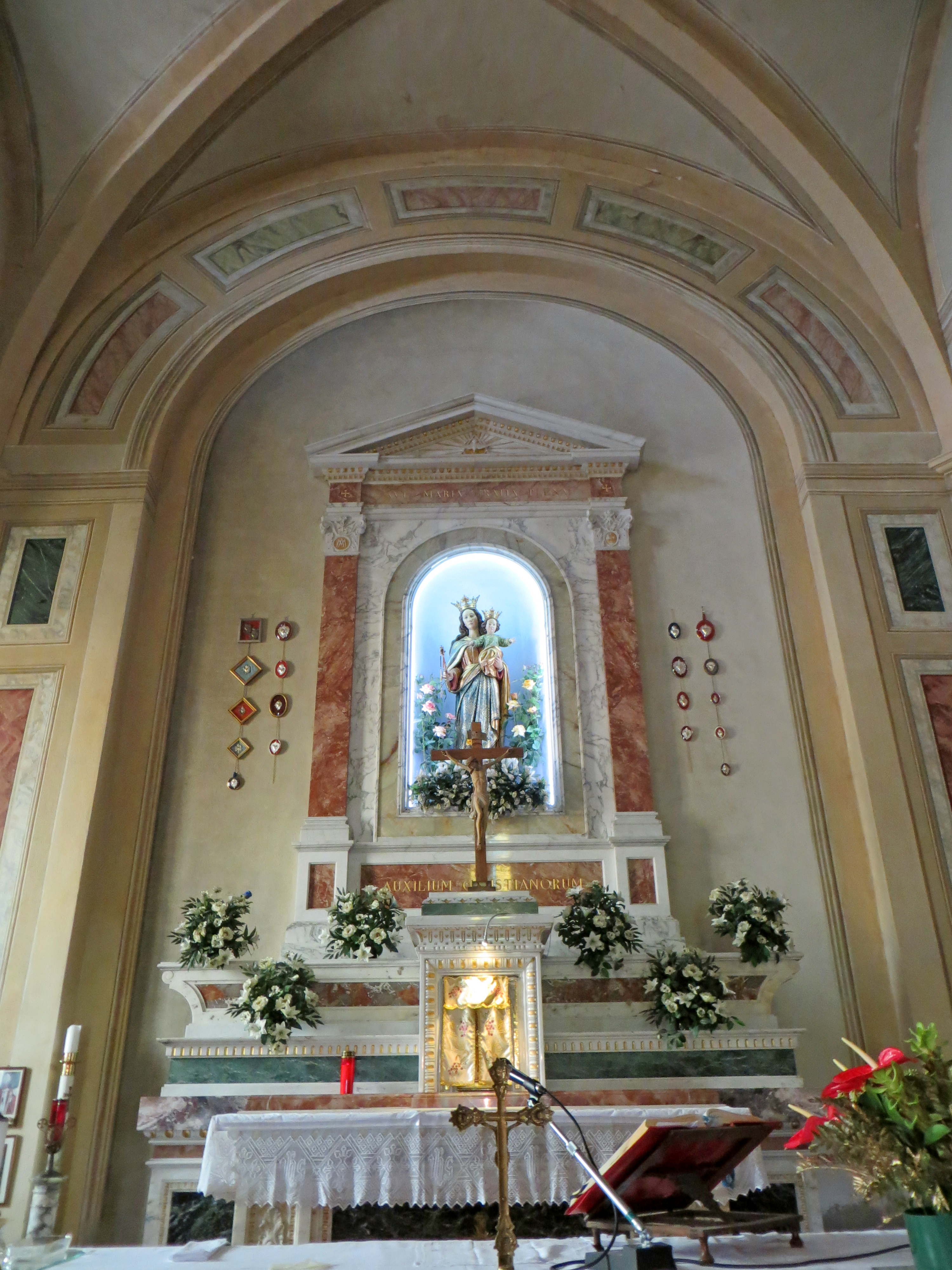
Presbiterio del santuario

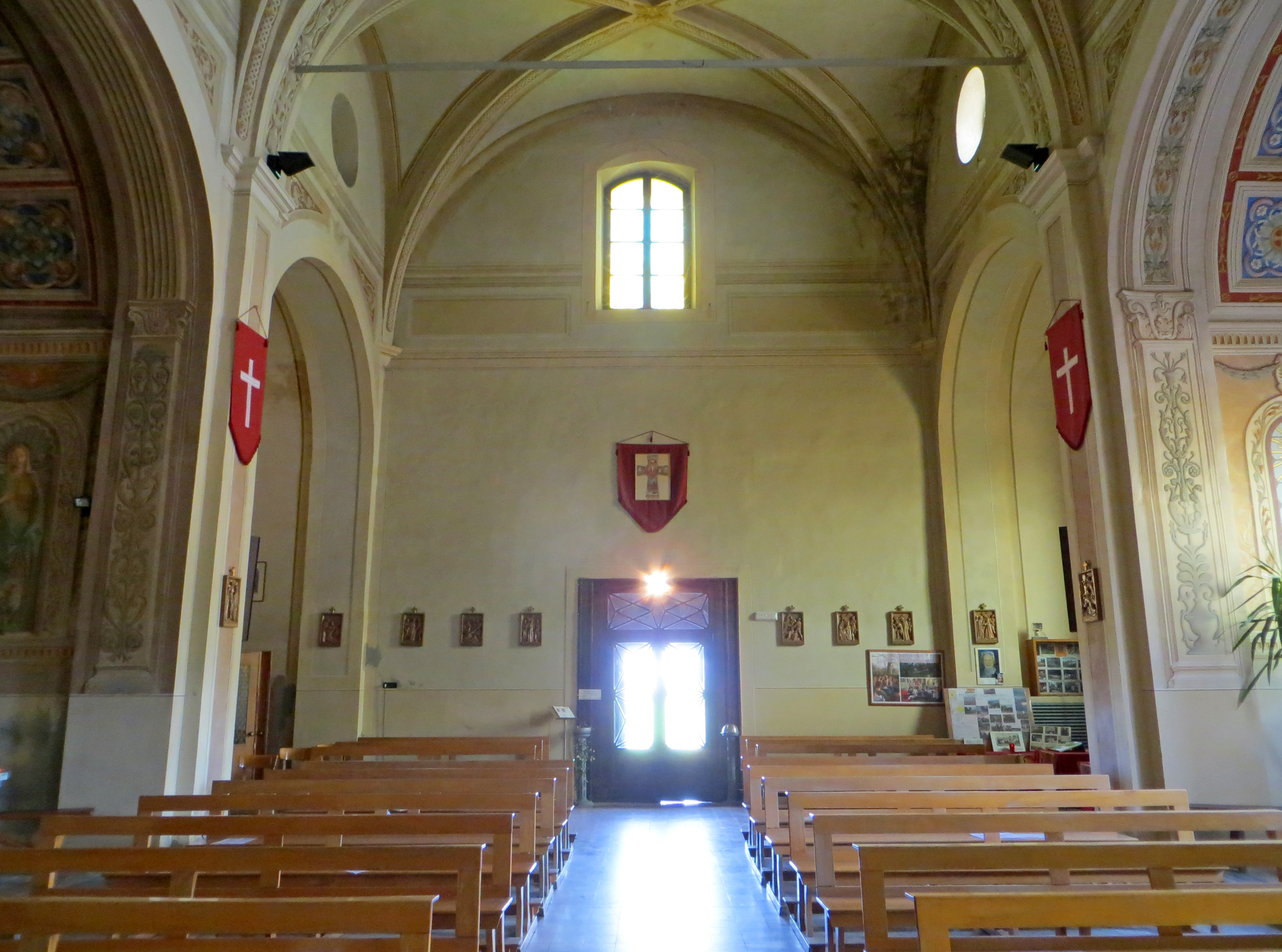
Controfacciata del santuario

All'interno la navata, preceduta da un atrio, è coperta da una serie di volte a crociera con costoloni dipinte; sui fianchi, ornati con affreschi novecenteschi, si aprono le arcate a tutto sesto delle cappelle laterali.
Sul fondo del presbiterio si staglia all'interno di un'ancona neoclassica in marmo la statua lignea della Madonna col Bambino, realizzata da scultori della Val Gardena..
La chiesa conserva alcune opere di pregio, tra cui un olio rappresentante l'Assunta, eseguito da Clemente Ruta all'incirca nel 1720, e i dipinti raffiguranti il Sacro Cuore, l'Immacolata, San Giovanni Bosco e la Sacra Famiglia.

### Convento

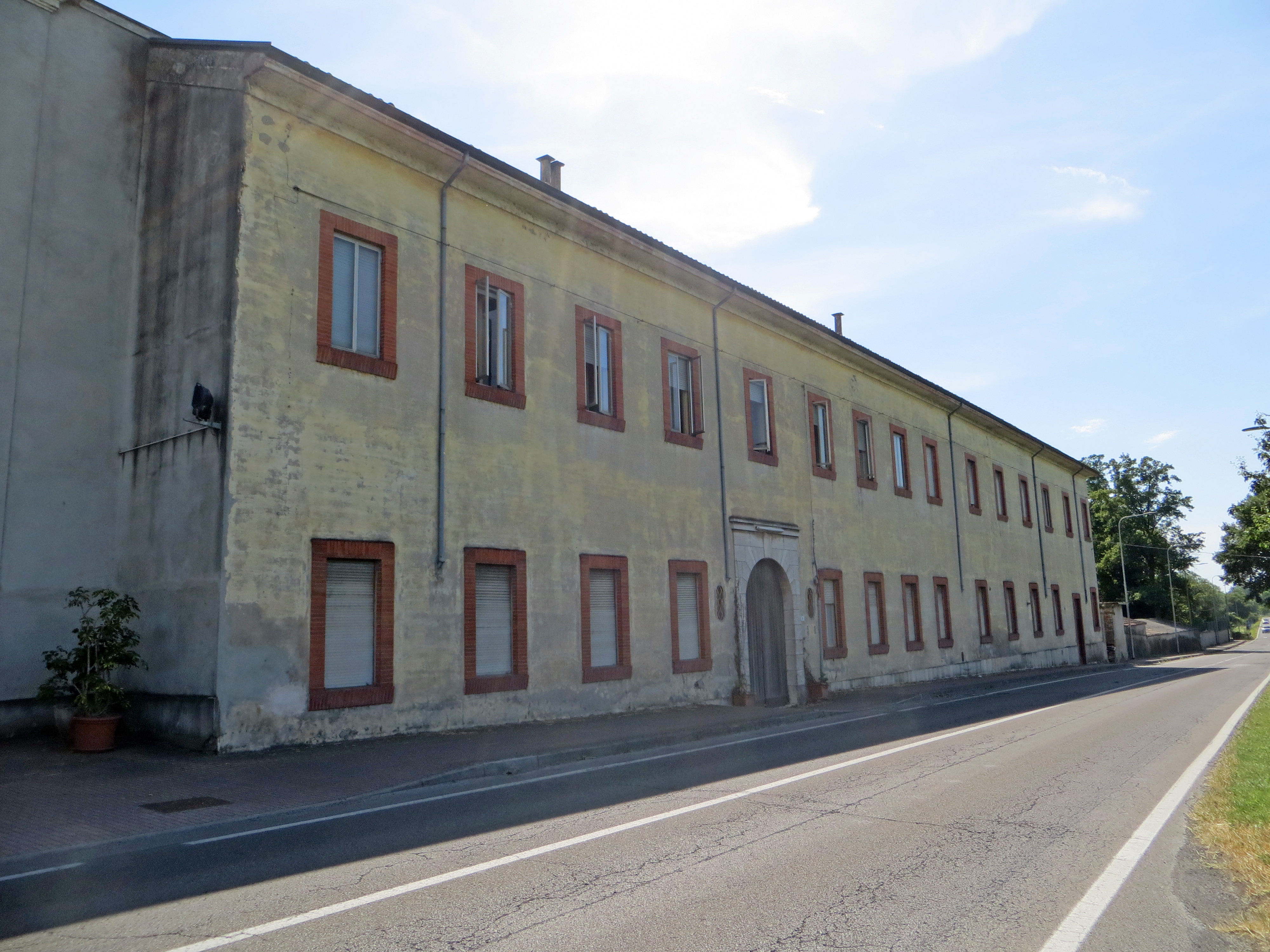
Facciata del convento

Il convento si sviluppa attorno al chiostro porticato centrale rinascimentale.
La facciata intonacata su via Parma, sviluppata su due livelli fuori terra, è caratterizzata dalla presenza del portale d'ingresso ad arco a tutto sesto, delimitato da un'ampia cornice in bugnato liscio; le numerose finestre sono inquadrate da cornici in mattoni rossi, mentre a coronamento si allunga il cornicione in aggetto.